# Centralno vojaško okrožje
Centralno vojaško okrožje (rusko Центральный военный округ, latinizirano: Centralnij vojennij okrug) je vojaško okrožje Ruske federacije.
Je eno izmed petih vojaških okrožij Oboroženih sil Ruske federacije, odgovorno predvsem za osrednjeruske regije Volga, Ural in Sibirija ter za ruska vojaška oporišča v bivših sovjetskih državah. Centralno vojaško okrožje je nastalo v okviru ruske vojaške reforme leta 2008 in je bilo ustanovljeno s predsedniškim ukazom št. 1144, podpisanim 20. septembra 2010. Obsegalo je bivši vojaške okrožji Volga-Ural in Sibirsko vojaško okrožje. Okrožje je začelo z delovanjem 21. oktobra 2010 pod poveljstvom generalporočnika Vladimirja Čirkina.
Centralno vojaško okrožje je največje vojaško okrožje Rusije. Obsega 7.060.000 km² (40 % ruskega ozemlja) in 54,9 mio prebivalcev (39 %). Okrožje vsebuje 29 od 85 federalnih subjektov Rusije: Altajski okraj, Altajska republika, Baškortostan, Čeljabinska oblast, Čuvašija, Irkutska oblast, Kemerovska oblast, Hakasija, Hanti-Mansijsko avtonomno okrožje, Kirovska oblast, Krasnojarski okraj, Kurganska oblast, Mari El, Mordovija, Jamalo-Nenško avtonomno okrožje, Novosibirska oblast, Omska oblast, Orenburška oblast, Penzenska oblast, Permski okraj, Samarska oblast, Saratovska oblast, Sverdlovska oblast, Tatarstan, Tomska oblast, Tuva, Tjumenska oblast, Udmurtija, Uljanovska oblast.
Poveljstvo Centralnega vojaškega okrožja je v Jekaterinburgu, trenutni poveljnik pa je generalporočnik Andrej Nikolajevič Mordvičev, ki je na tem mestu od 17. februarja 2023.

## Enote
- 2. gardna kombinirana armada (generalštab Samara):
  - 15. gardna motorizirana strelska brigada
  - 21. gardna motorizirana strelska brigada
  - 385. gardna artilerijska brigada
- 41. kombinirana armada (generalštab Novosibirsk):
  - 35. gardna motorizirana strelska brigada
  - 74. gardna motorizirana strelska brigada
  - 55. gorska motorizirana strelska brigada
- 90. gardna tankovska divizija (generalštab Čebarkul)
- 201. vojaško oporišče (Dušanbe, Tadikistan)
- 14. zračna armada (generalštab Jekaterinburg):
  - 21. gardna divizija mešane aviacije (generalštab zračna baza Šagol, Čeljabinsk, MiG-31, Su-34)
  - 999. zračno oporišče (generalštab zračna baza Kant, Kirgizistan)
  - 76. divizija zračne obrambe (generalštab Samara)
  - 41. divizija zračne obrambe (generalštab Novosibirsk)

## Poveljniki
- Generalporočnik Vladimir Čirkin (9. julij–13. december 2010 (začasno), 13. december 2010–26. april 2012)
- Generalpolkovnik Valerij Gerasimov (26. april–9. november 2012)
- Generalmajor Aleksander Dvornikov (9. november–24. december 2012 (začasno))
- Generalpolkovnik  Nikolaj Bogdanovski (24. december 2012–12. junij 2014)
- Generalpolkovnik  Vladimir Zarudnitski (12. junij 2014–22. november 2017)
- Generalporočnik  Aleksandr Lapin (22. november 2017–29. oktober 2022)[2]
- Generalmajor  Aleksandr Linkov (29. oktober 2022–17. februar 2023 (začasno)) [3]
- Generalporočnik Andrej Mordvičev (17. februar 2023–)